# Torneo de Marsella 2013
El Open 13 es un evento de tenis perteneciente al ATP World Tour en la serie 250. Se jugó del 20 al 26 de febrero en Marsella (Francia).

## Cabezas de serie

### Individuales masculinos
| Tenista               | Ranking | Preclasificado |
| Tomáš Berdych         | 6       | 1              |
| Juan Martín del Potro | 7       | 2              |
| Jo-Wilfried Tsonga    | 8       | 3              |
| Janko Tipsarević      | 9       | 4              |
| Richard Gasquet       | 10      | 5              |
| Gilles Simon          | 14      | 6              |
| Jerzy Janowicz        | 26      | 7              |
| Martin Klizan         | 31      | 8              |

### Dobles masculinos
| Tenista                                | Ranking | Preclasificada |
| Aisam-ul-Haq Qureshi Jean-Julien Rojer | 27      | 1              |
| Rohan Bopanna Colin Fleming            | 38      | 2              |
| Julian Knowle Filip Polášek            | 62      | 3              |
| Julien Benneteau Michaël Llodra        | 110     | 4              |

## Campeones

### Individuales masculinos
Jo-Wilfried Tsonga venció a  Tomáš Berdych por 3-6, 7-6(8-6), 6-4

### Dobles masculinos
Rohan Bopanna /  Colin Fleming vencieron a  Aisam-ul-Haq Qureshi /  Jean-Julien Rojer  por 6-4, 7-6(7-3)